# Pombal de Kinwarton

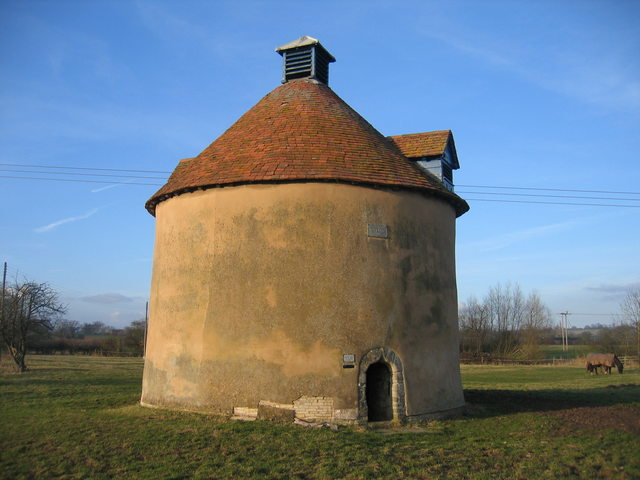
O pombal

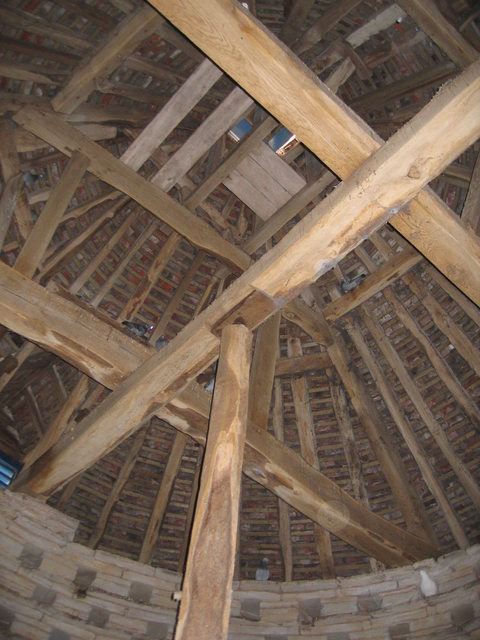
Interior do pombal

O pombal de Kinwarton é um pombal circular do século XIV situado na extremidade da aldeia de Kinwarton, perto Alcester, Warwickshire, na Inglaterra. O pombal é propriedade do National Trust e é um monumento marcado.
O edifício ainda abriga pombos até hoje e é conhecido pela sua escada que dá acesso às caixas de nidificação.